# Andrew Smith (sprinter)
Andrew Smith (ur. 29 stycznia 1964) – jamajski lekkoatleta specjalizujący się w biegach sprinterskich, uczestnik letnich igrzysk olimpijskich w Seulu (1988).

## Sukcesy sportowe
W 1987 r. zdobył w Rzymie brązowy medal mistrzostw świata w biegu sztafetowym 4 × 100 metrów (wspólnie z Johnem Mairem, Clive'em Wrightem i Rayem Stewartem). W 1988 r. startował w konkurencji biegu na 100 metrów podczas olimpiady w Seulu, zajmując 7. miejsce w jednym z ćwierćfinałów. W 1989 r. zdobył w San Juan dwa medale mistrzostw Ameryki Środkowej i Karaibów: złoty w sztafecie 4 × 100 metrów oraz brązowy w biegu na 100 metrów.

## Rekordy życiowe
- bieg na 100 metrów – 10,14 – Kingston 07/05/1988
- bieg na 200 metrów – 20,65 – Lubbock 17/05/1987